# Stjepan Držislav av Kroatien
Stjepan Držislav av Kroatien, död 997, var en kroatisk monark. Han var kung av Kroatien från 969 till 997.